# Philip Hermogenes Calderon
Philip Hermogenes Calderon (Poitiers, 3 maggio 1833 – Londra, 30 aprile 1898) è stato un pittore inglese.

## Biografia
Calderon nacque a Poitiers in Francia da madre francese e padre spagnolo. Suo padre, il reverendo Juan Calderón (Villafranca de los Caballeros, 19 Aprile 1791 - Londra, 28 Gennaio 1854) era un professore di letteratura spagnola e precedentemente un sacerdote cattolico convertito all’anglicanesimo.
Calderon avrebbe voluto studiare ingegneria, ma si apassionò talmente tanto al disegno tecnico e ai diagrammi che cambiò idea e si dedicò all’arte. Nel 1850 studiò presso la Leigh's Art School di Londra, dopo di che, nel 1851, si recò a Parigi per studiare con François Édouard Picot. Il suo primo dipinto di successo fu Dalle Acque di Babilonia (1852), al quale ne seguì uno ancor più popolare intitolato Voti Infranti (1856). Fin dagli inizi è stato ispirato dai Preraffaelliti e alcuni dei suoi lavori mostrano il livello di dettaglio, la profondità di colore e la realisticità delle forme tipiche di questo stile.
Nel 1872 espose all’Accademia Reale il ritratto dell’artista Henry Stacy Marks, suo amico e cognato.
Calderon divenne un membro di spicco della St. John's Wood Clique, un gruppo di artisti interessati al genere moderno e allo storicismo e che si ispirava, sia artisticamente che socialmente, al movimento Preraffaellita. I temi storico, biblico e letterario erano comuni nei suoi ultimi lavori. Molti dei suoi quadri ritraevano donne con indosso ricchi abiti di seta immerse in gentili e colorati paesaggi. Mattino (1884) rappresenta una ragazza dai capelli rossi che ammira un’alba.
Il suo Giulietta (1888) mostra la Gulietta shakespeariana seduta al suo balcone mentre ammira le stelle. Nei suoi dipinti successivi adottò uno stile più classico, comparabile a quello di Edward Poynter, risultato della sua stretta relazione con Frederic Leighton, futuro presidente della Royal Academy. Nel 1887 Calderon divenne Custode dell'Accademia Reale inglese e dal quel momento in poi lavorò per supportare, nelle scuole dell'Accademia Reale, l’insegnamento dell’anatomia basata su modelli nudi.
Anche suo figlio William Frank divenne pittore.

## Opere
- Dalle acque di Babilonia (1852; Tate, Londra)
- Signore, Sia fatta la Tua volontà  (1855; Yale Center for British Art, New Haven)
- Voti Infranti (1856; Tate, Londra)
- Contadini francesi ritrovano il loro bambino (1859; Collezione privata)
- Autoritratto (1860; National Portrait Gallery, Londra)
- Il massacro di San Bartolomeo (1863; Collezione privata)
- Lettera da papà (1873)
- Margaret (1876; Manchester Art Gallery)
- Ritratto di Briton Rivière (1881; Aberdeen Art Gallery & Museums, Aberdeen)
- Mattino (1884)
- Giulietta (1888)
- Il grande atto di rinuncia di S. Elisabetta d'Ungheria (1891; Tate, Londra)

## Galleria d'immagini

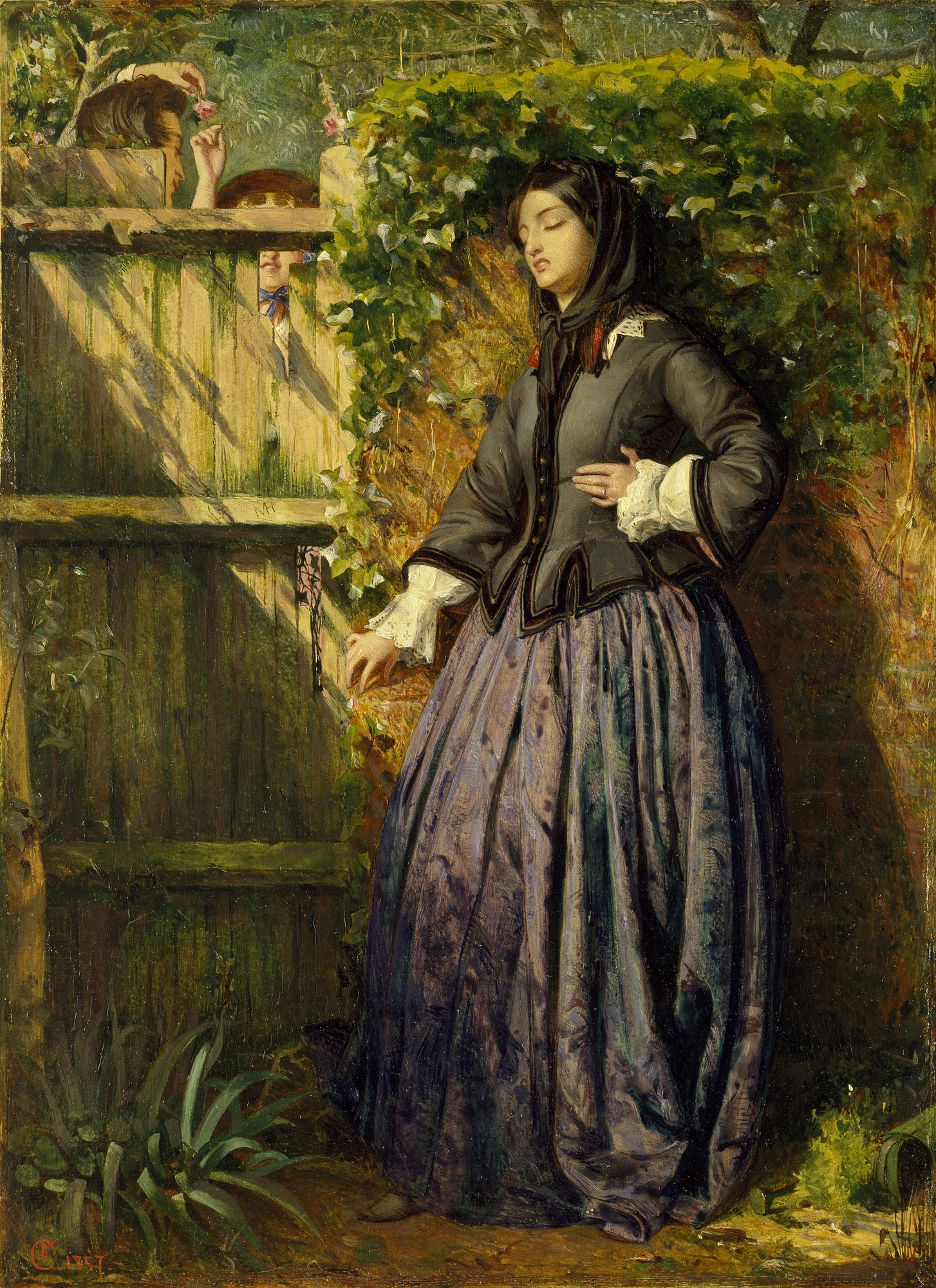
"Voti Infranti" (1856)
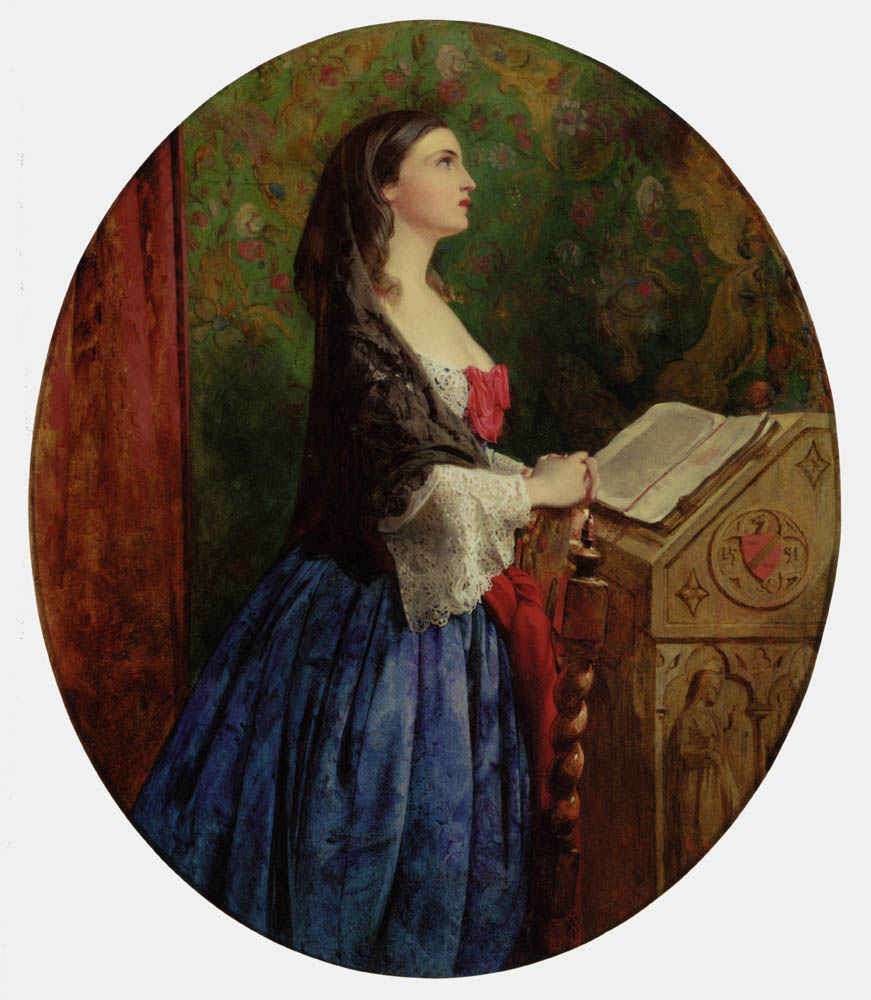
"Ave Maria" (1858)
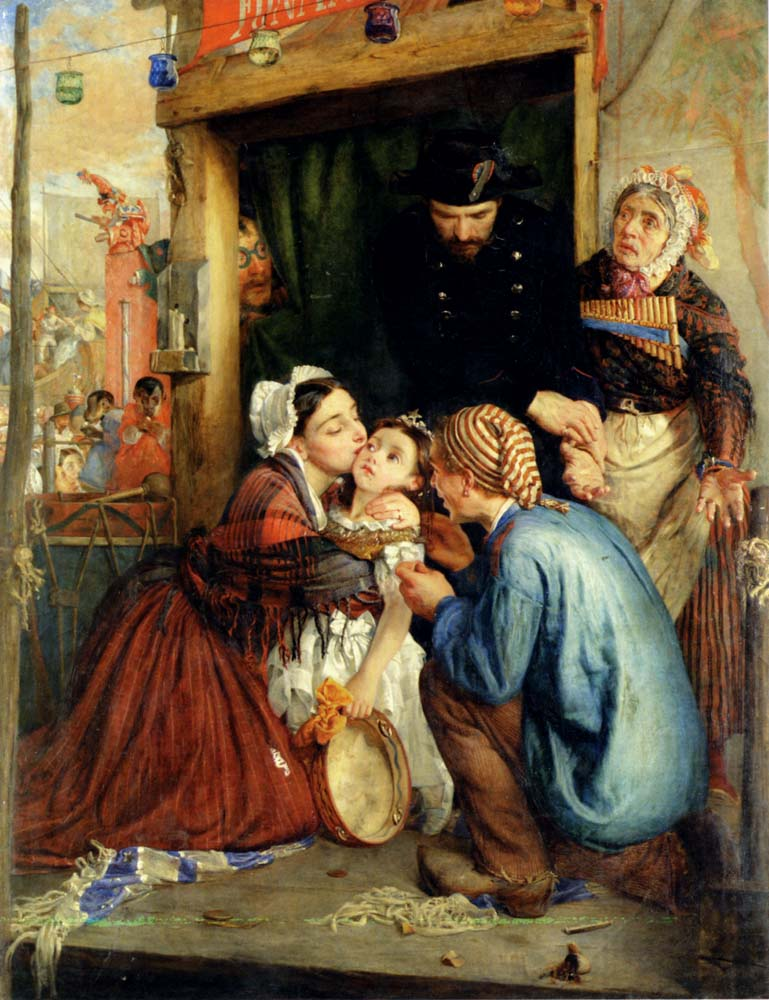
"Contadini francesi ritrovano il loro bambino" (1859)
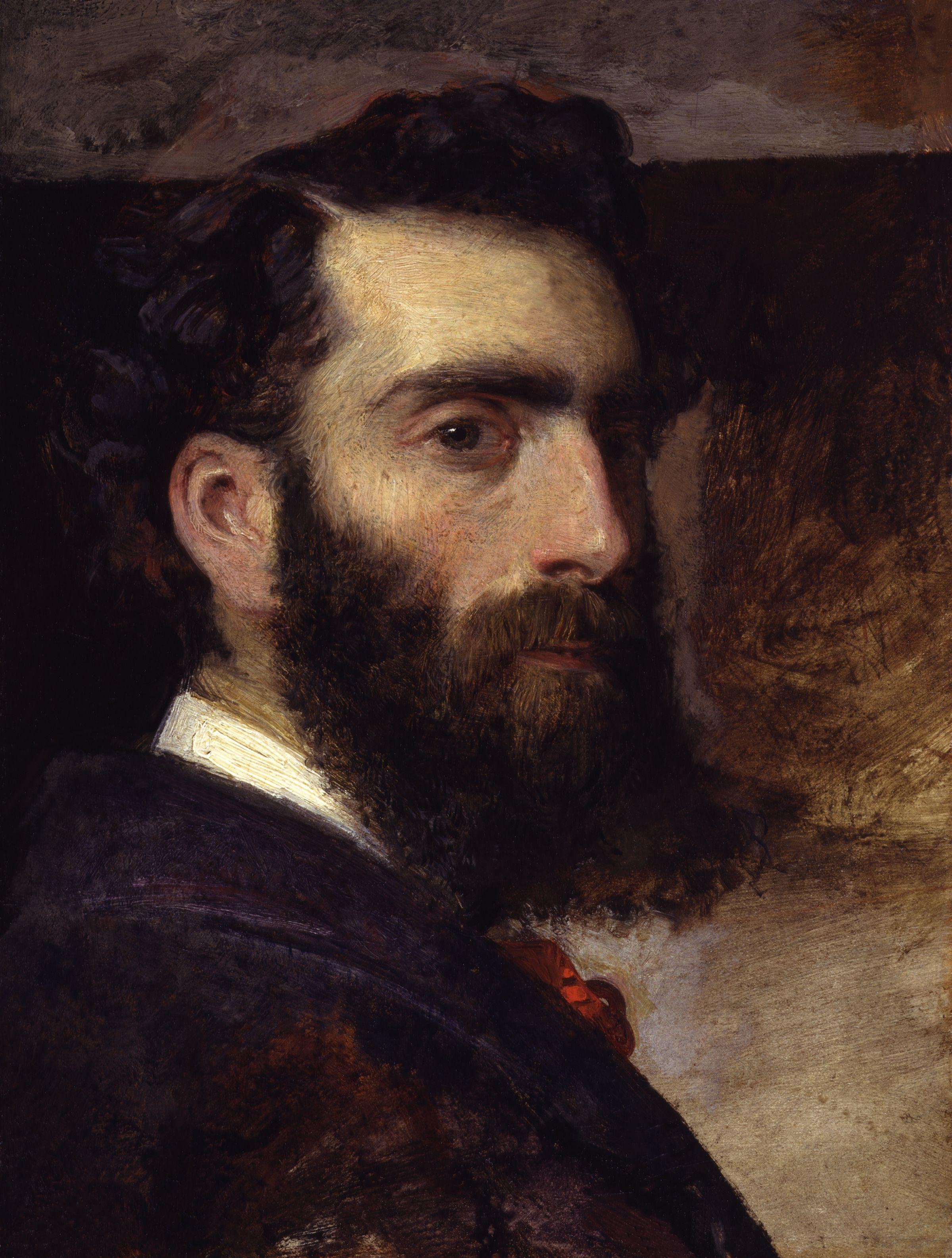
"Autoritratto" (1860)
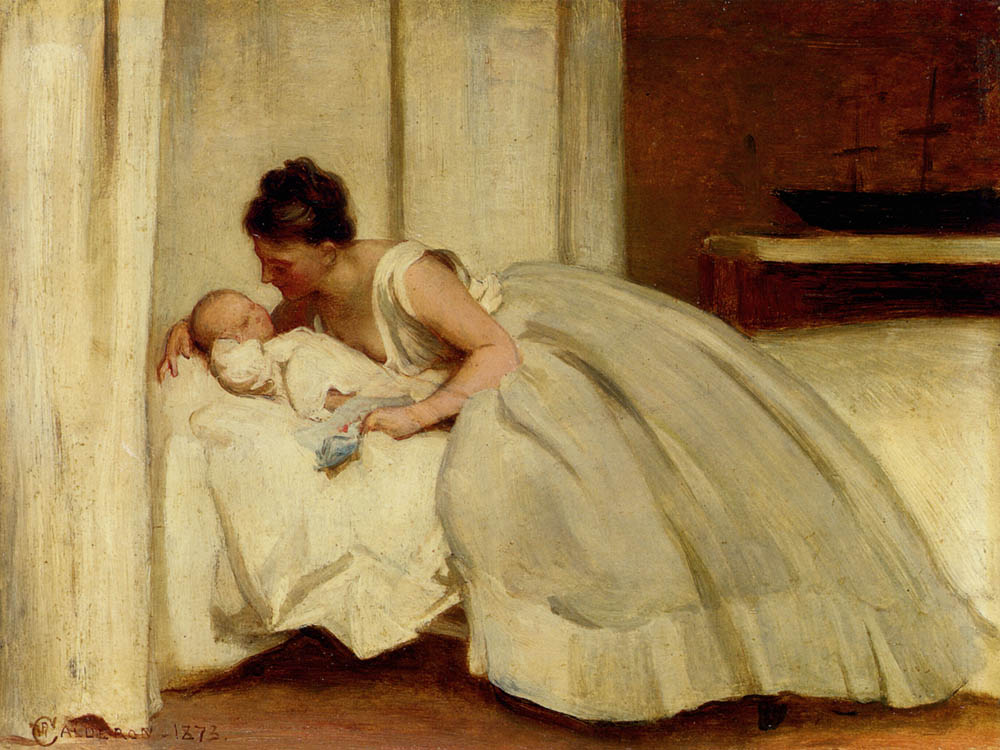
"Lettera da papà" (1873)
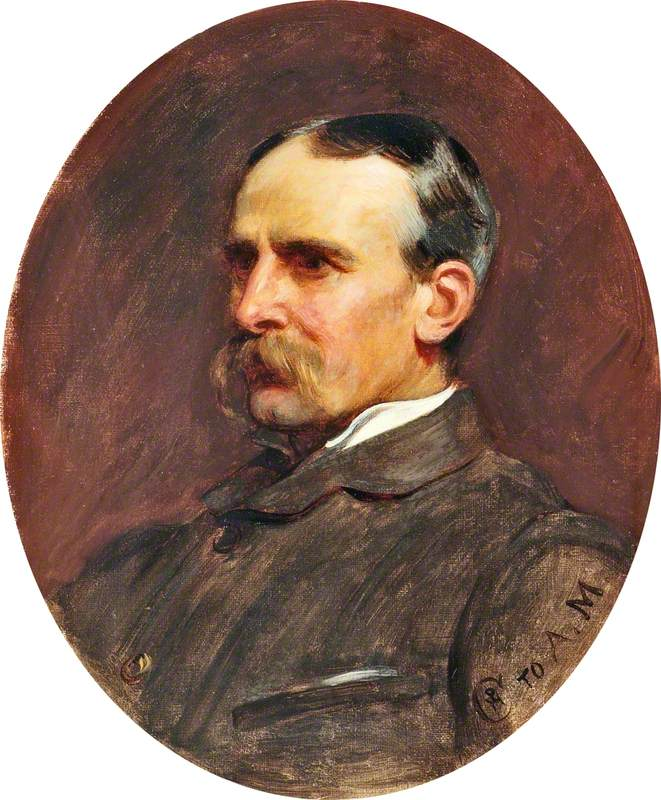
"Briton Rivière" (1881)
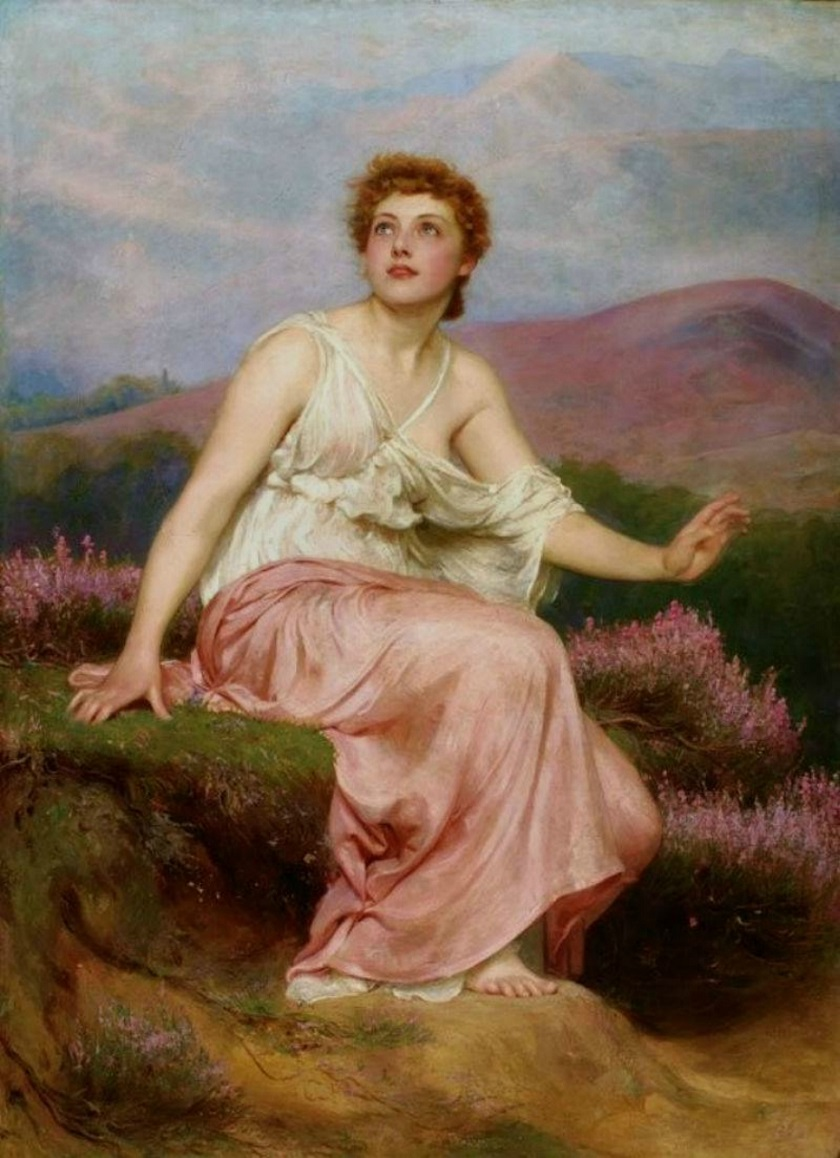
"Mattino" (1884)
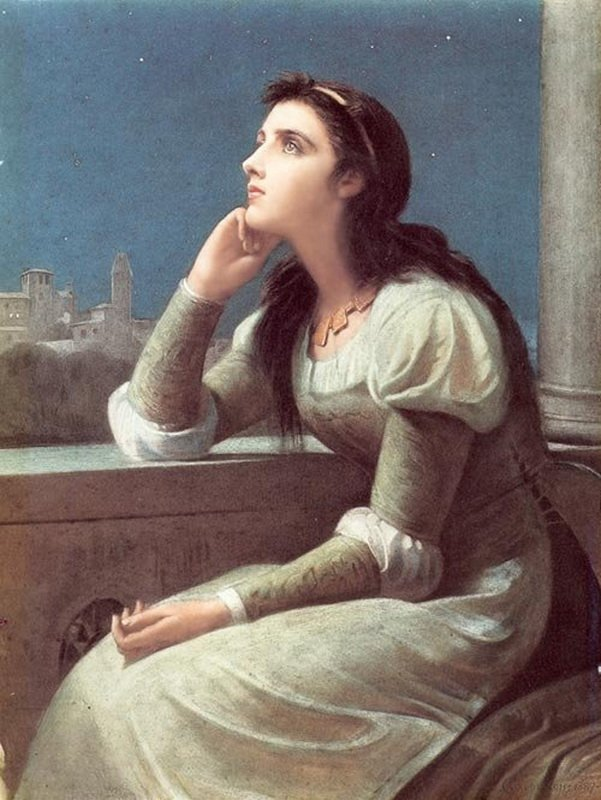
"Giulietta" (1888)
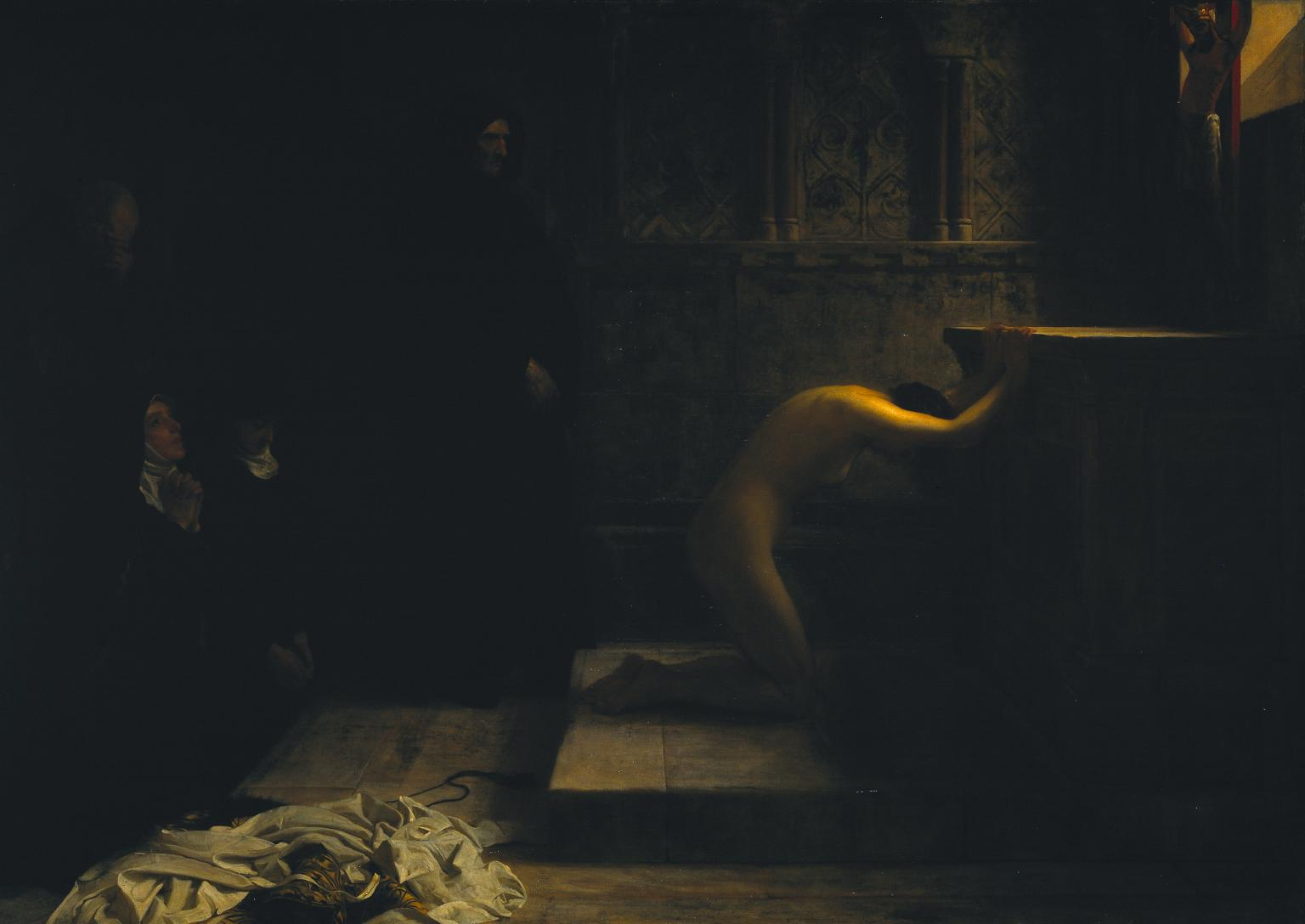
"S. Elisabetta d'Ungheria" (1891)